# Proceso de mejora continua
Un proceso de mejora continua es la actividad de analizar los procesos que se usan dentro de una organización o administración, revisarlos y realizar adecuaciones para minimizar los errores de forma permanente.
Como concepto la mejora continua surge en el siglo XX con la intención de mejorar los productos, servicios y procesos productivos. Postula que la mejora es una actitud general y estable en los procesos. Cuando hay crecimiento y desarrollo en una organización o comunidad, es necesaria la identificación de todos los procesos y el análisis mensurable de cada paso llevado a cabo. Algunas de las herramientas utilizadas incluyen las acciones correctivas, preventivas y el análisis de la satisfacción en los miembros o clientes. Se trata de la forma más efectiva de mejora de la calidad y la eficiencia en las organizaciones.
En el caso de empresas, los sistemas de gestión de calidad, normas ISO y sistemas de evaluación ambiental, se utilizan para conseguir calidad total. 
Utiliza básicamente 6 pilares para su desarrollo:
- Mantenimiento productivo total
- SMED
- Kanban
- Jidoka
- Just in time
- Poka-yoke

## Requisitos
La mejora continua requiere:
- Apoyo en la gestión.
- Retroalimentación (feedback, del inglés) y revisión de los pasos en cada proceso.
- Claridad en la responsabilidad de cada acto realizado.
- Poder para el trabajador.
- Forma tangible de realizar las mediciones de los resultados de cada proceso.

La mejora continua puede llevarse a cabo como resultado de un escalamiento en los servicios o como una actividad proactiva por parte de alguien que lleva a cabo un proceso. La mejora continua debe ser vista como una actividad sostenible en el tiempo y regular y no como un arreglo rápido frente a un problema puntual..
Para la mejora de cualquier proceso se deben dar varias condiciones:
- El proceso original debe estar bien definido y documentado.
- Debe haber varios ejemplos de procesos parecidos.
- Los responsables del proceso deben poder participar en cualquier discusión de mejora.
- Un ambiente de transparencia favorece que fluyan las recomendaciones para la mejora.
- Cualquier proceso debe ser acordado, documentado, comunicado y medido en un marco temporal que asegure su éxito.

Generalmente se puede conseguir una mejora continua reduciendo la complejidad y los puntos potenciales de fracaso mejorando la comunicación para proteger la calidad en un proceso.

## Algunos principios de la mejora continua
- Mantenlo simple (en inglés: keep it simple o KIS).[3]
- Si entran datos erróneos, saldrán datos erróneos (en inglés: garbage in - garbage out o GIGO).[4]
- Confiamos en ello, pero vamos a verificarlo. (en inglés: trust, but verify).[5]
- Si no lo puedes medir, no lo podrás gestionar (en inglés: If you can't measure it, you can't manage it).[6][7]
- Crear una mentalidad para la mejora.
- Asumir que la mejora no tiene límites. No darse nunca por satisfecho.
- Trabajo en equipo. Con frecuencia, la creatividad de 10 personas puede superar al conocimiento de un solo individuo.
- Un lugar para cada cosa, y cada cosa en su lugar (5S).

## Pasos para la mejora continua
1. Identificar oportunidades de mejora: Analiza los procesos actuales para detectar áreas que requieren mejoras. Esto puede incluir problemas recurrentes, ineficiencias u oportunidades de innovación.
2. Definir objetivos y métricas: Establece metas claras y define cómo medir el éxito de las mejoras. Utiliza métricas objetivas para evaluar el progreso.
3. Recopilar y analizar datos: Utiliza herramientas y técnicas para recopilar datos relevantes sobre los procesos actuales. Analiza estos datos para entender las causas raíz de los problemas.
4. Desarrollar un plan de implementación: Basándote en el análisis, crea un plan detallado para implementar cambios. Incluye recursos necesarios y un cronograma.
5. Implementar cambios: Ejecuta el plan a pequeña escala para probar su efectividad. Esto permite ajustes antes de una implementación más amplia.
6. Evaluar y ajustar: Verifica los resultados del cambio implementado. Si no se logran los objetivos esperados, ajusta el plan y vuelve a implementar.
7. Monitorear y optimizar: Continúa supervisando los procesos mejorados y busca nuevas oportunidades de mejora. La mejora es un ciclo continuo.[8]

## Algunas metodologías
- SCOR: Supply Chain Operations Reference
- Ki Wo Tsukau
- Lean Manufacturing
- Seis Sigma
- Ruta de la calidad
- Teoría de Restricciones
- Red X
- Kaizen